# William Cornwallis
Sir William Cornwallis (10 febbraio 1744 – 5 luglio 1819) è stato un ammiraglio britannico, GCB, che combatté durante le guerre napoleoniche.
Era il fratello minore di Lord Charles Cornwallis, il comandante inglese sconfitto a Yorktown nel 1781 dalle forze franco-americane di Washington e La Fayette, e poi governatore generale delle Indie Orientali.
Appare come personaggio nella serie di Horatio Hornblower, nel romanzo Hornblower and the Hotspur.